# Eva Romanová
Eva Romanová (27 gennaio 1946) è un'ex danzatrice su ghiaccio cecoslovacca. Insieme a suo fratello Pavel Roman ha vinto quattro ori al Campionato del mondo fra il 1962 e il 1965 e due ori (1964 e 1965), un argento (1963) e un bronzo (1962) al Campionato europeo nella danza su ghiaccio. Nel 1959 i pattinatori avevano partecipato al Campionato europeo nella specialità delle coppie.

## Palmarès

### Coppie con Roman
| Internazionali           | Internazionali | Internazionali | Internazionali |
| Evento                   | 1956–57        | 1967–58        | 1958–59        |
| ------------------------ | -------------- | -------------- | -------------- |
| Campionati europei       |                |                | 12°            |
| Nazionali                |                |                |                |
| Campionati cecoslovacchi | 3°             | 2°             | 2°             |

### Danza su ghiaccio con Roman
| Internazionali           | Internazionali | Internazionali | Internazionali | Internazionali | Internazionali | Internazionali | Internazionali |
| Evento                   | 1958–59        | 1959–60        | 1960–61        | 1961–62        | 1962–63        | 1963–64        | 1964–65        |
| ------------------------ | -------------- | -------------- | -------------- | -------------- | -------------- | -------------- | -------------- |
| Campionati mondiali      |                |                |                | 1°             | 1°             | 1°             | 1°             |
| Campionati europei       | 7°             | 7°             | 5°             | 3°             | 2°             | 1°             | 1°             |
| Nazionali                |                |                |                |                |                |                |                |
| Campionati cecoslovacchi | 1°             |                |                |                |                |                |                |